# Bruno Adler

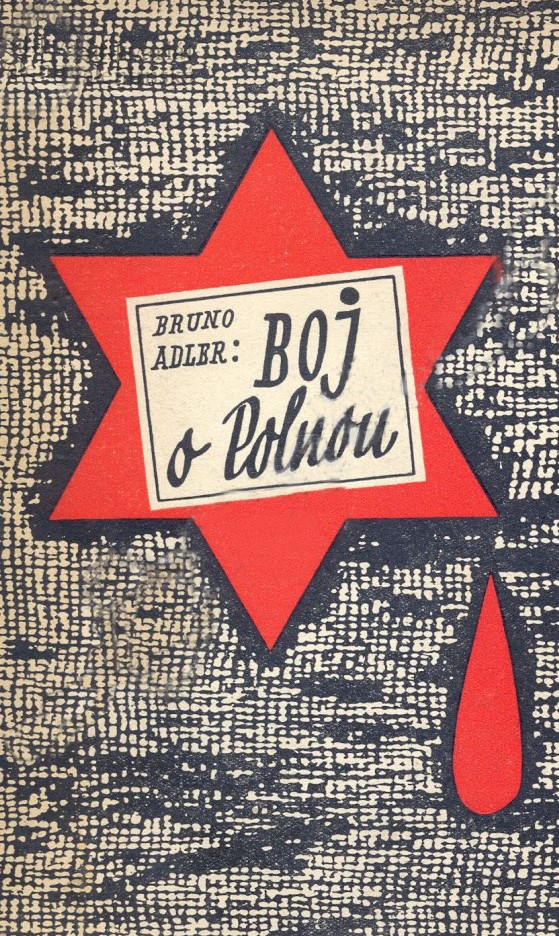
Bruno Adler: Boj o Polnou (nakladatelství Volná myšlenka, 1936)

Bruno Adler, též uváděn jako Bruno Maria Adler (14. října 1888 Karlovy Vary – 27. prosince 1968 Londýn) byl německý spisovatel a historik umění, původem z Karlových Varů, za druhé světové války hlasatel německého vysílání BBC. Publikoval též pod pseudonymem Urban Roedl.

## Život

### Mládí a studia
Narodil se v rodině karlovarského obchodníka Morice Adlera a jeho manželky Terezie, rozené Hirschové (1866–??), měl dva mladší sourozence, bratra a sestru. Bratr Egon Adler (1902–1963) se stal uznávaným malířem. Bruno Adler vystudoval gymnázium v Karlových Varech,
Zhruba v letech 1906–1908 byl s matkou a sourozenci policejně hlášen v Praze, odloučeně od otce. V letech 1910–1916 studoval dějiny umění a literatury a filosofii na univerzitách ve Vídni, Erlangenu a Mnichově. Doktorát získal v roce 1917 dizertační prací o původu a počátcích dřevorytu.

### První republika – pobyt v Československu
Pobýval ve Výmaru, s přednáškami o umění navštěvoval ve 20. letech Prahu a další města. Poté, co se Hitler v Německu uchopil moci, odešel do Československa. S manželkou Ilsou žili v pražské Terronské ulici (nyní Radovská, Praha–Kyje). V té době vystupoval i v českém rozhlase. V roce 1936 emigroval do Londýna.

### Pobyt v Londýně
Během emigrace v Anglii publikoval pod pseudonymem (anagramem) Urban Roedl; mezi jiným otiskl životopis Adalberta Stiftera. Učil na německé židovské škole, která byla z německého Herrlingenu přemístěna do Kentu.

### Německé vysílání BBC
Za 2. světové války pracoval v německém vysílání BBC. Od léta 1940 do ledna 1944 vytvářel rozhlasový progam Frau Wernicke. Jeho hrdinkou byla berlínská manželka německého obchodníka a veterána 2. světové války paní Wernickeová, kterou představovala exilová německá kabaretní umělkyně Annemarie Hase. Paní Wernickeová komentovala nedostatky, které se vyskytovaly v Německu, válečnou situaci a vysmívala se nacistům. Jednalo se o jeden z nejpopulárnějších pořadů německého vysílání BBC.
Se skotským básníkem Normanem Cameronem vytvořil též satirický seriál Kurt und Willi, ve kterém vystupoval učitel Kurt Krüger a úředník nacistického ministerstva propagandy Willi Schimanski. Po válce redigoval německy psaný měsíčník Neue Auslese aus dem Schrifttum der Gegenwart, vydávaný úřady USA v Londýně.

### Rodinný život
První ženou Bruno Adlera byla malířka a grafička Margita, rozená Téryová (1892–1977). Oženil se v roce 1918 a měl syna Floriana (1921–1998), který se stal architektem. S druhou ženou Ilsou, rozenou Katzovou (1890–1974) se oženil v roce 1928.

## Dílo (výběr)

### Pod vlastním jménem
- Der Schuß in den Weltfrieden – die Wahrheit über Serajevo (Stuttgart, Dieck & Co., 1931)
- Kampf um Polna, ein Tatsachenroman (Praha, M. Kacha Verlag, 1934)
- Boj o Polnou (překlad románu Kampf um Polna, přeložil Josef Falta; V Praze, Nakladatelství Volné myšlenky, 1936 a Polná, Linda, 1999)
- Frau Wernicke, Kommentar einer "Volksgenossin" (Mannheim, Persona-Verlag, 1990) Zobrazení exemplářů s možností jejich objednání

### Pod pseudonymem Urban Roedl
- Adalbert Stifter : Geschichte seines Lebens (Bern, Francke, 1958)
- Adalbert Stifter in Selbstzeugnissen und Bilddokumenten (Reinbek bei Berlin, Rowohlt, 1965 a 1994)